# Мокра Сура
Мокра Сура — річка в Україні, в межах Кам'янського та Дніпровського районів Дніпропетровської області. Права притока Дніпра (басейн Чорного моря).

## Опис
Довжина — 138 км, площа басейну — 2 830 км². Долина трапецієподібна, зі схилами, розчленованими ярами та балками. Ширина долини до 4—4,5 км. Заплава широка (до 1,5—2 км), вкрита переважно лучною рослинністю. Річище дуже звивисте, завширшки 20—30 м і більше (на плесах). Похил річки 0,66 м/км. Споруджено чимало ставків.

## Розташування
Витоки розташовані біля південних околиць міста Верхівцеве. Спершу тече на схід і (частково) північний схід, згодом повертає на південь. У середній течії пливе на південний схід і північний схід, у нижній — переважно на схід. Впадає у Дніпровське водосховище біля північної частини Волоського. До побудови Дніпрогесу біля гирла Сури був Сурський поріг. 
У річку впадають 95 малих річок й струмків (у тому числі 80 з довжиною менше 10 км). Сумарна довжина приток Сури — 552 км (у тому числі струмків менше 10 км — 226 км). Густота річкової мережі — 0,24 довжини річок на км² площі басейну.

## Назва річки
Місцеві мешканці називають «Мокрою Сурою» тільки місця річки, де вона тече лукою у траві й має глибину до 30 см. А там, де річка глибока й видима водна гладь, річку називають просто «Сура». Проте, офіційно закріпилася назва «Мокра Сура» (можливо для різниці з правою волзькою притокою — Сурою).
Є кілька версій походження назви. Основна — Сура походить від іранського сура, що означає «мокра», й тоді назва Мокра Сура звучить тавтологічно.

## Притоки
Праві: Балка Широка, Балка Терновата, Грушівка, Комишувата Сура (ліва притока Любимівка), Солона, Тритузна (права притока Суха Сура (Тритузна). 
Ліві: Балка Широка (с.Широке), Балка Кам'янувата,  Суха Сура (мала), Суха Сура (ліва притока Сухачівка), Балка Кіслицька, Войцехова балка, Балка Чаплина.

## Населені пункти
Протікає південніше від міста Дніпра. 
Великі селища й села над Мокрою Сурою: Верхівцеве (біля витоків), Кринички, Привільне, Аполлонівка, Новомиколаївка, Сурсько-Литовське, Новоолександрівка. 
Великі селища й села над Комишуватою Сурою: Чумаки, Новопокровка. 
Великі села над Сухою Сурою: Степове ,  Миколаївка, Сурсько-Михайлівка.